# Начално училище „Любен Каравелов“ (Съединение)
Начално училище „Любен Каравелов“ се намира в град Съединение, област Пловдив.

## История
Теренът на улица „Чардафон Велики“ е отчужден още през 1908 г., но Балканските войни пречат на идеята да бъде изградено училище.
След войните броят на учениците драстично се увеличава и към 1927 г. старото училище „Кирил и Методий“ вече не може да издържи нарасналия брой ученици. През 1928 г. окончателно е взето решението да се изградят 3 нови училища, защото поради Чирпанското земетресение сградата на старото училище е непригодна за обитаване.
Понеже идеята за 2 училища – в „Горната махала“ и в „Долната махала“, е възродена през 1927 г., са събрани 100 000 лева, които след земетресението са предадени на Дирекцията за подпомагане на ощетените от земетръс.
Сградата е завършена през есента на 1928 г. Училището е открито на 11 февруари 1929 г. Има 4 отделения, като първи учители са Славчо и Невена Табакови, Иван и Анастасия Коеви и Стефан Нейчев.

Директори на училището от 1929 г. до наши дни (2021) са:
- Славчо Табаков;
- Иван Финджиков;
- Кръстьо Филчев;
- Иван Тенев;
- Клара Коколашева;
- Георги Маринчешки;
- Маша Енчева;
- Милка Маринчешка;
- Юлия Пусалска;
- Радка Маринчешка;
- Чудомира Алова;
- Величка Кирова.

## Настояще
Училището има 4 класа, развива се клубна и кръжочна дейност. Адресът на сградата е: улица „Чардафон Велики“, № 24. Има оборудван физкултурен салон, който е построен през 1987 г., и столова с топла закуска и обяд.